# Chiesa dei Santi Nazario e Celso (Cinto Euganeo)
La chiesa dei Santi Nazario e Celso è un edificio religioso sito a Cornoleda, località del comune di Cinto Euganeo, in Provincia di Padova, già sede parrocchiale, sita nel vicariato di Lozzo Atestino, diocesi di Padova, ma da oltre mezzo secolo chiusa al culto.
La chiesa, posta alle pendici del versante orientale del monte Gemola, modesta altura dei Colli Euganei, è uno dei pochi edifici che costituiscono l'antico borgo distante pochi chilometri dal sottostante centro sede municipale.

## Storia

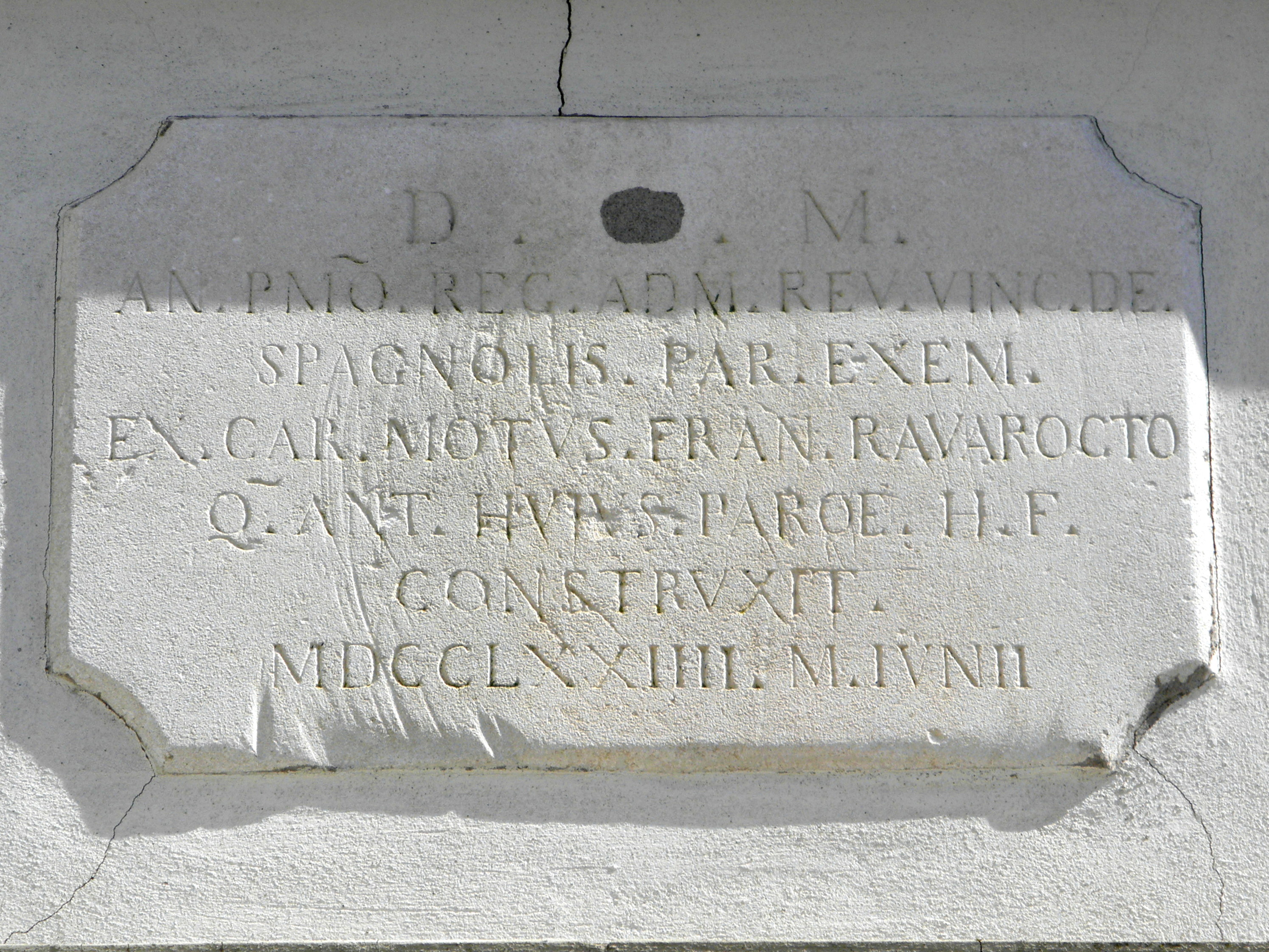
La lapide che riporta la data di erezione della chiesa in numeri romani, MDCCLXXIIII (1774).

La prima citazione di una cappella a servizio della comunità religiosa del luogo risale al 1154, indicata semplicemente come cappella di Valle San Giorgio, attualmente frazione del vicino comune di Baone, in località Sannazzari alla Montà nel 1587.
Dopo la costruzione della villa Cavalli Lugli a Bresseo, nel comune di Teolo, da parte della famiglia Cavalli, nel 1762 la sede parrocchiale venne trasferita alla cappella gentilizia della villa.
L'attuale edificio viene eretto, come riportato dall'iscrizione della lapide commemorativa posta sulla facciata, sopra il modesto portale, nel 1774, mentre la costruzione del campanile è successiva, eretto tra il 1875 e il 1910. Sede parrocchiale, originariamente era parte del territorio amministrato dalla diocesi di Verona fino al 1818, anno in cui il territorio venne integrato nella diocesi di Padova.
Dal resoconto della visita pastorale effettuata nei primi del Novecento dall'allora vescovo di Padova Luigi Pellizzo, si apprende che era ancora sede parrocchiale, sita nel vicariato di Lozzo Atestino, tuttavia la sede venne trasferita alla chiesa di Santa Maria Assunta, a Cinto Euganeo, nel 1940, della quale divenne sussidiaria.
Negli anni successivi, anche a causa dell'abbandono del borgo da parte dei suoi abitanti al termine della seconda guerra mondiale, la chiesa perse gradualmente importanza e, nella seconda parte degli anni cinquanta, anche il parroco venne trasferito e, di conseguenza, la chiesa chiusa.

## Descrizione

### Esterno

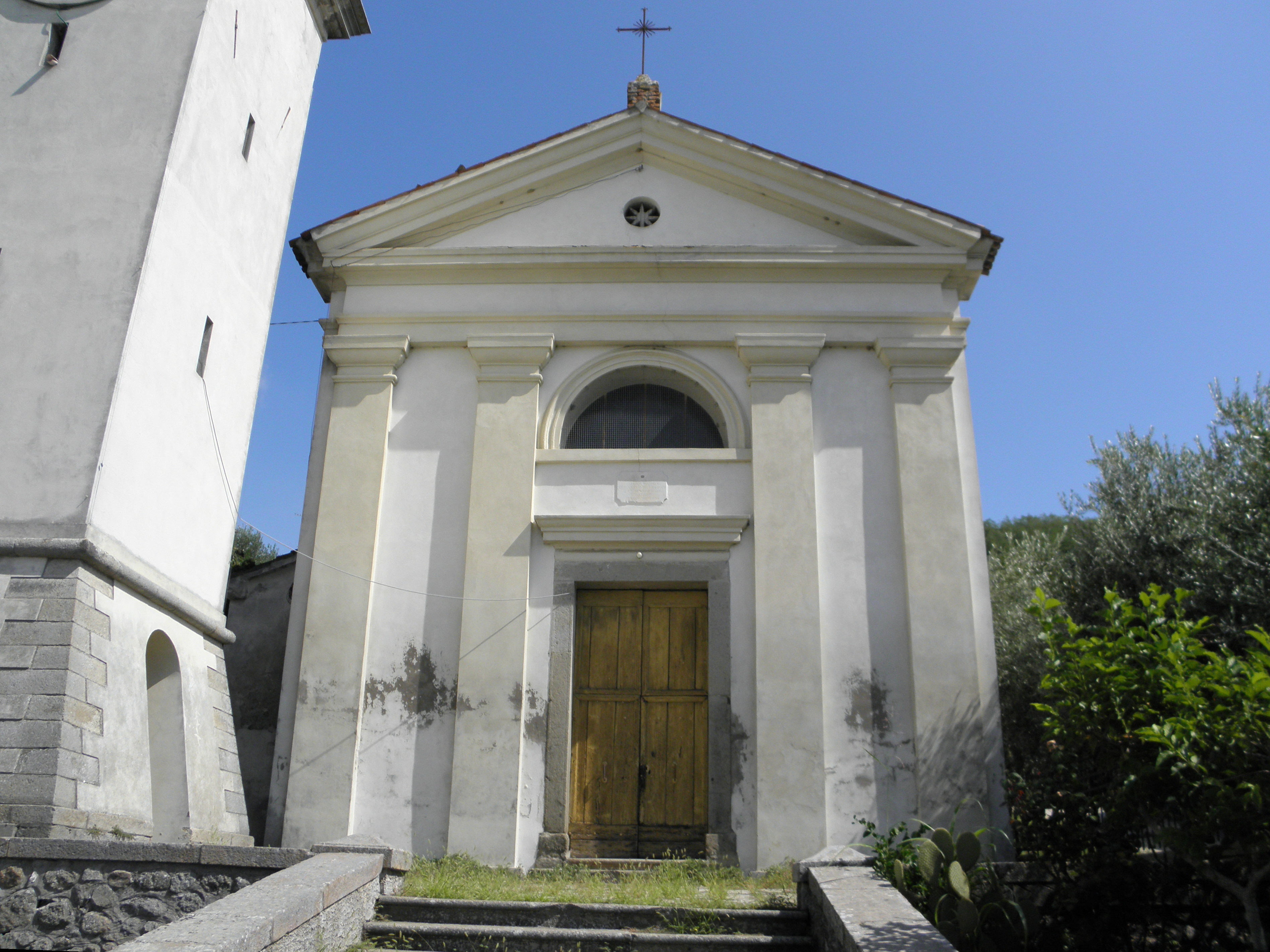
la facciata.

La chiesa, sopraelevata rispetto al piano stradale e accessibile grazie a una piccola scalinata, sorge al centro dell'abitato con orientamento est-ovest. 
La facciata a capanna, di gusto neoclassico, è caratterizzata dalla presenza di quattro paraste che presentano al loro vertice capitelli dorici che sorreggono, oltre a un architrave e una trabeazione, il frontone, di forma triangolare e con una semplice cornice, al centro del quale si apre un piccolo oculo traforato, dalla forma a croce con motivi a foglie.
Nella sezione centrale è presente l'unico portale, sormontato da una lunetta finestrata, dove tra i due elementi è posta la lapide in lingua latina che ricorda la data di erezione della struttura.
Il campanile, di altezza modesta, sorge separato dall'edificio principale sul piano sopraelevato a sinistra della chiesa, a pianta quadrata innalzandosi da una base trapezoidale, con la cella campanaria distinta e sormontata da una guglia ottagonale.
Del complesso fa parte anche la sagrestia, edificio a sé stante caratterizzato dalla presenza di una meridiana.

### Interno
L'interno, a navata unica, presenta tre altari, oltre al maggiore, i due laterali dedicati alla Beata Vergine della Salute e a Sant'Antonio di Padova.